# 易建聯
易 建聯（えき けんれん、イー・ジャンリャン、Yi Jianlian、1987年10月27日 - )は、中国のプロバスケットボール選手。広東省鶴山市出身。ポジションはパワーフォワード。213cm、108kg。

## NBA加入前
プロハンドボール選手である1m99cmの父親と1m72cmの母親の間に生まれた。母親は中国代表候補に選ばれたこともあった。
12歳の時にバスケットボールを始めて、13歳の時には1m93cmに成長し、3m51cmの高さに手が届いた。2002年に広東サザンタイガースに入団した。その年ニュージャージー州で行われたアディダスのABCDキャンプに参加している。
 彼の名が初めて世界に知られたのはタイム誌の2003年8月24日号でタイトルはThe Next Yao Ming.（将来の姚明）だった。
易は中国プロバスケットボールリーグで2002-2003シーズンの新人王になり、チームを3回優勝に導いた。2005年2月には16本全てのシュートを成功させ、34得点をあげている。2006-07シーズン、チームは八一ロケッツに敗れて4連覇を逃した。これが彼の広東サザンタイガースでの最後のプレイとなった。
国際試合ではバスケットボールU-19世界選手権に出場した際、1試合平均18.9得点、11.5リバウンドと活躍しNBAスカウト達からの評価を上げた。2004年に行われたアテネオリンピックでバスケットボール中華人民共和国代表に選ばれ、2006年バスケットボール世界選手権では1試合平均6.2得点、5.7リバウンドをあげて 中国チームのコーチのみでなく、他国のコーチからも評価された。

## NBAドラフト

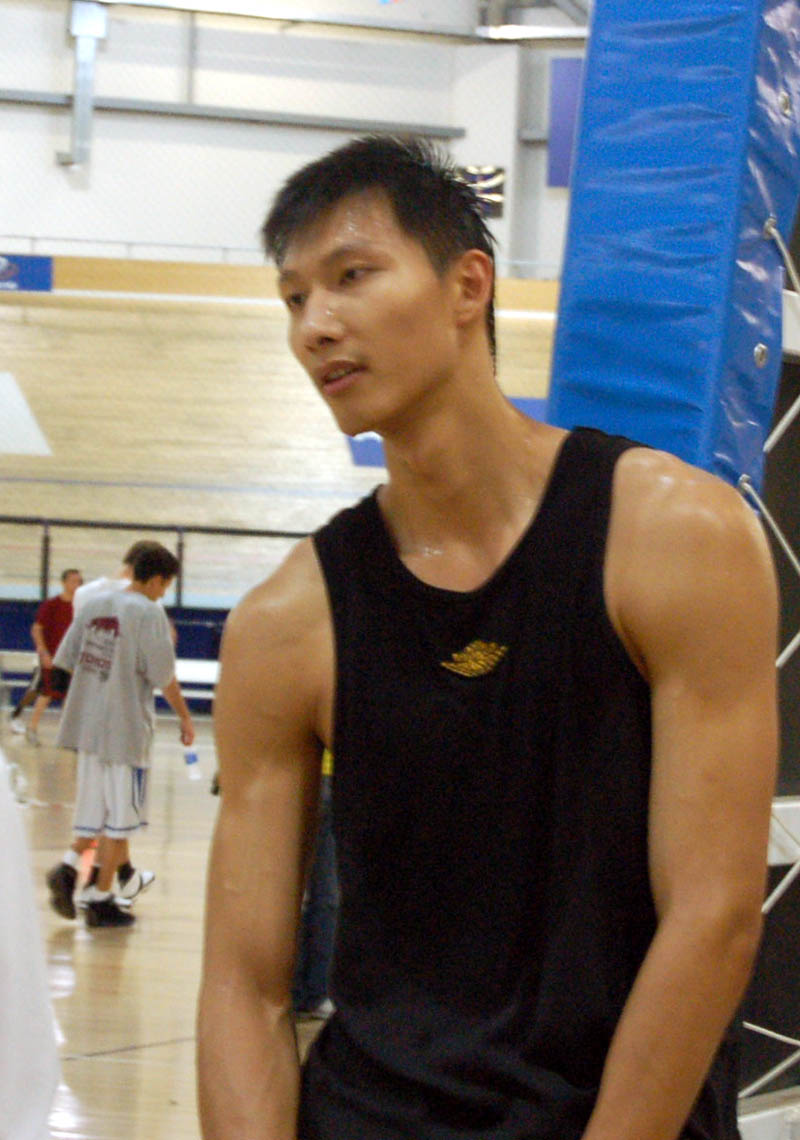
ワークアウト後の易

22歳になる2009年まで中国リーグがNBA加入を認めないのではないかと予想されていた。彼は2006年の初頭にその年のNBAドラフトにエントリーすることを表明したが、指名を受けることはなかった。
その後、2006年11月に広東サザンタイガースから彼が2007年のNBAドラフトにエントリーすることが発表された。その際、彼がシカゴ・ブルズかゴールデンステート・ウォリアーズのいずれかでプレイしたいと言っていることが報道された。
そしてドラフトでミルウォーキー・バックスから指名を受けると、易はバックスとの契約をボイコットしようとした。両者の交渉は難航したが、8月29日に無事バックスと契約した。

## NBAキャリア
ルーキーイーヤーとなった2007-08シーズンから先発として抜擢され、8.6得点5.2リバウンドの成績を残し、12月には月間新人賞を獲得した。11月9日のヒューストン・ロケッツ戦では中国出身のスター選手姚明との対決が実現。この試合は中国でもテレビ中継され、2億人が観戦したと言われている。
2008年オフにリチャード・ジェファーソンとのトレードでニュージャージー・ネッツに移籍した。しかし、NBAには定着することが出来ず、その後はワシントン・ウィザーズ、ダラス・マーベリックスなどを転々とした後、2012年に広東サザンタイガースに復帰。その後リーグの中心選手として活躍し、再びNBAのスカウト陣の注目を集めるようになった。そして2016年8月17日にロサンゼルス・レイカーズと契約を結び、5シーズン振りのNBA復帰となった が、チームでの役割が自身の予想と合わなかったため、シーズン開幕前に自主退団した。その後広東サザンタイガースに復帰した。

## 個人成績

### NBA

#### レギュラーシーズン
| シーズン | チーム | GP  | GS  | MPG  | FG%  | 3P%  | FT%  | RPG | APG | SPG | BPG | PPG  |
| -------- | ------ | --- | --- | ---- | ---- | ---- | ---- | --- | --- | --- | --- | ---- |
| 2007–08  | MIL    | 66  | 49  | 25.0 | .421 | .286 | .841 | 5.2 | .8  | .5  | .8  | 8.6  |
| 2008–09  | NJN    | 61  | 52  | 23.3 | .382 | .343 | .772 | 5.3 | 1.0 | .5  | .6  | 8.6  |
| 2009–10  | NJN    | 52  | 51  | 31.8 | .403 | .366 | .798 | 7.2 | .9  | .7  | 1.0 | 12.0 |
| 2010–11  | WAS    | 63  | 11  | 17.7 | .418 | .231 | .681 | 3.9 | .4  | .4  | .5  | 5.6  |
| 2011–12  | DAL    | 30  | 0   | 6.8  | .378 | .300 | .667 | 1.6 | .2  | .2  | .3  | 2.6  |
| 通算     | 通算   | 272 | 163 | 22.2 | .404 | .333 | .780 | 4.9 | .7  | .5  | .7  | 7.9  |

#### プレーオフ
| シーズン | チーム | GP | GS | MPG | FG%  | 3P%  | FT%  | RPG | APG | SPG | BPG | PPG |
| -------- | ------ | -- | -- | --- | ---- | ---- | ---- | --- | --- | --- | --- | --- |
| 2012     | DAL    | 1  | 0  | 5.0 | .333 | .000 | .000 | 2.0 | .0  | 1.0 | .0  | 2.0 |
| 通算     | 通算   | 1  | 0  | 5.0 | .333 | .000 | .000 | 2.0 | .0  | 1.0 | .0  | 2.0 |

### CBA
| シーズン | チーム | GP  | RPG  | APG | FG%  | FT%  | PPG  |
| -------- | ------ | --- | ---- | --- | ---- | ---- | ---- |
| 2002–03  | 広東   | 36  | 3.3  | .2  | .580 | .600 | 5.0  |
| 2003–04  | 広東   | 28  | 5.9  | .5  | .517 | .741 | 9.7  |
| 2004–05  | 広東   | 53  | 10.2 | 1.4 | .568 | .717 | 16.8 |
| 2005–06  | 広東   | 53  | 9.7  | 1.2 | .574 | .754 | 20.5 |
| 2006–07  | 広東   | 39  | 11.5 | 1.1 | .585 | .816 | 24.9 |
| 2011–12  | 広東   | 4   | 7.8  | 1.3 | .439 | .737 | 12.5 |
| 2012–13  | 広東   | 38  | 10.5 | 1.4 | .572 | .718 | 24.2 |
| 2013–14  | 広東   | 42  | 12.8 | 1.5 | .535 | .712 | 23.5 |
| 2014–15  | 広東   | 45  | 10.9 | 1.3 | .575 | .735 | 27.7 |
| 2015–16  | 広東   | 43  | 9.2  | 2.1 | .549 | .724 | 26.3 |
| 2016–17  | 広東   | 28  | 10.4 | 1.1 | .521 | .727 | 24.2 |
| 2017–18  | 広東   | 38  | 13.3 | 1.8 | .491 | .802 | 24.2 |
| 2018–19  | 広東   | 38  | 9.3  | .9  | .576 | .780 | 21.4 |
| 2019–20  | 広東   | 14  | 10.1 | .9  | .537 | .846 | 22.4 |
| 通算     | 通算   | 499 | 9.9  | 1.2 | .555 | .739 | 21.0 |

## 年齢詐称疑惑
NBAの公式記録では生年月日を1987年10月27日としているが、2008年12月に1984年生まれであると報道された。本人はこの問題についてコメントしていない。

## その他
2012年ロンドンオリンピックの開会式では中国選手団の旗手を務めた。